# Fužine (Słowenia)
Fužine – wieś w Słowenii, w gminie Gorenja vas-Poljane. W 2018 roku liczyła 107 mieszkańców.